# Йото Йотов
Йото Йотов (22 травня 1969) — болгарський важкоатлет.
Срібний призер Олімпійських Ігор 1992 (до 67,5 кг), 1996 (до 76 кг) років.
Бронзовий призер Ігор доброї волі 1990 (67,5 кг в сумі), 1990 (67,5 кг, в ривку), 1990 (67,5 кг, в поштовху) років.
Чемпіон світу 1991 (67,5 кг), 1993 (70 кг), 1997 (76 кг) років, срібний призер 1989 67,5 кг, 1990 67,5 кг, 1994 (70 кг), 1995 (76 кг) років.
Чемпіон Європи 1990 67,5 кг, 1991 67,5 кг, 1992 67,5 кг, 1993 (70 кг), 1994 (70 кг), 1997 (76 кг) років, срібний призер 1989 рокув категорії 67,5 кг.